# シク王国

シク王国
امپراطوری سیک (ペルシア語)
ਸਿੱਖ ਖਾਲਸਾ ਰਾਜ (pun)

シク王国（シクおうこく、1801年 - 1849年）は、パンジャーブ地方などインド北西部を支配したシク教の王朝。

## 歴史

### 成立に至るまで

#### ムガル帝国との対立
ナーナクを開祖とするシク教は、元来は平和的な宗教であったが、イスラーム勢力であるムガル帝国の政治的圧力と、インド人の勇猛な性格など諸因が重なって宗教団体が次第に政治組織・軍事組織化されていった。
第4代グルのラーム・ダースはアムリトサルに黄金寺院を建立した。さらに、これまでの歴代グルが師弟相承制であったのを血脈相承制、すなわち世襲制に移行させた。
1581年にラーム・ダースが死去すると、息子のアルジュンが跡を継いだ。アルジュンはアムリトサルを拠点に定め、不完全ながらも税制を整備するなどシク教が宗教団体から政治結社に変貌していくことになった。政治結社に変貌していくとなれば当時、インド北部で大勢力だったムガル帝国と対立するのは必然であった。
ムガル帝国は第3代皇帝アクバルのもとでは宗教融和が保たれ、アルジュンはアクバルと協調した関係を保ち、その保護を受けた。だが、1605年にアクバルが亡くなると、後継者のジャハーンギールは聖典改革をめぐってアルジュンと対立するようになった。
1606年、アルジュンはジャハーンギールの皇子フスローを支援したため、逮捕されて殺害された。なお、この事件が原因でシク教に殉教精神が芽生えることになる。
跡を継いだ第6代グルのハルゴーヴィンドは先代の息子で、父の仇を報じるために護衛兵制度など教団改革に着手した。このため、政治宗教結社が軍隊まで揃える事態になった。
第9代グルのテーグ・バハードゥルはインド全土や国外にもシク教を布教活動をしようとして、異教徒抑圧姿勢を見せていたムガル皇帝のアウラングゼーブと対立し、1675年にデリーで処刑された。
その跡を継いだ息子の第10代グル・ゴーヴィンド・シングはその復讐を唱えて、ムガル帝国と本格的に軍事衝突した。その一方で嬰児殺害や巡礼参拝などを廃止して、禁酒・禁煙制を定めるなど組織の強化を図った。
1707年にゴーヴィンド・シングはムガル皇帝バハードゥル・シャー1世に帰順したが、デカンへの遠征への最中にアフガン人に暗殺された。彼の息子はムガル帝国との戦役で死んでいたため、遺言によりこの後は聖典がグルとされることになった。

#### ミスルの形成とアフガン軍の侵攻
ムガル帝国はアウラングゼーブの時代に最大版図を形成したが、その晩年に帝国は分裂の傾向が強まった。アウラングゼーブの死後、18世紀には短命な皇帝と内紛が相次いで、帝国は急速に衰退した。
一方、シク教徒らはゴーヴィンド・シングの死後、バンダー・シング・バハードゥルに率いられ反乱を起こしたが、1716年6月19日に帝国により処刑された。
さらには、1740年以降、アフガン勢力ドゥッラーニー朝の王アフマド・シャー・ドゥッラーニーが北インド一帯に遠征し、破壊や略奪によりパンジャーブ一帯は混乱に陥った。
この過程でシク教徒の軍団は12のミスルに分かれ、それらのシク首長は各地に城塞を築き、事実上パンジャーブを支配した。
だが18世紀末になると、ミスル間で対立が起こり、1798年11月にはアフガン勢力がパンジャーブに侵入し、ラホールなどを占拠し、拠点たるアムリトサルにまで迫った。

### シク王国の創始と王国の繁栄

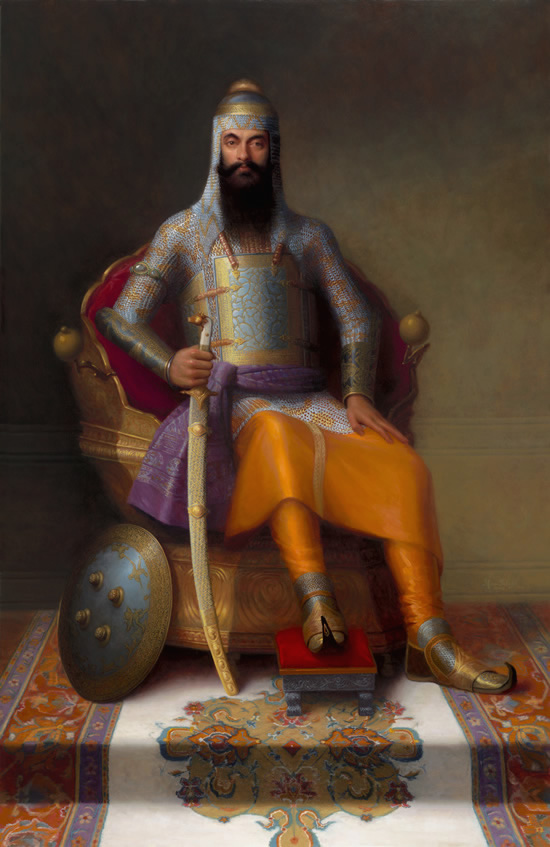
シク王国の全盛期を築いたランジート・シング

混乱が続く中、スケルチャキア・ミスルの首長にして若き指導者ランジート・シングは
その実力を見せ、1799年7月にはアフガン勢力からラホールを取り戻した。そして、1801年4月に彼はラホールで王位を宣し、シク王国を創始した。
また、ランジート・シングは領土の拡大にも力を入れ、即位後まもなくサトレジ川以西の諸ミスルを配下に治めることに成功した。彼と対立していたサトレジ川以東のシク首長はイギリスに援助を求め、1809年4月25日にランジート・シングはイギリスにサトレジ川を越えることを禁じる不可侵条約アムリトサル条約を結ばされた。
1802年にランジート・シングは聖地アムリトサルを奪還したのをはじめ、1809年にはジャンムーを、1810年にワズィーラーバードを、1812年にインダス川流域のアトックを、1818年にムルターンを、1819年にカシミールを、1821年にはラーワルをピンディーを、1834年にはペシャーワル征服して版図とした。
これらの征服活動はランジート・シングの治世を通して行われ、その版図はパンジャーブを越え、北西インド一帯にまで及んだ。征服活動で獲得した領土にはムスリムが多く、シク王国の宗教人口はムスリムが70%、シク教徒が17%、ヒンドゥー教徒が13%となっていた。
ランジート・シングの宮廷には非常に優秀な人材がそろっていたという。彼はシク教徒だけでなくヒンドゥーやムスリムも平等に登用し、大臣や指揮官にはヒンドゥーやムスリムも少なくなかった。彼の右腕たる重要な宰相はムスリムのファキール・アズィーズッディーンであり、財務大臣はヒンドゥーのディーワーン・ディーナ・ナートであった。

### シク王国の後継者争い

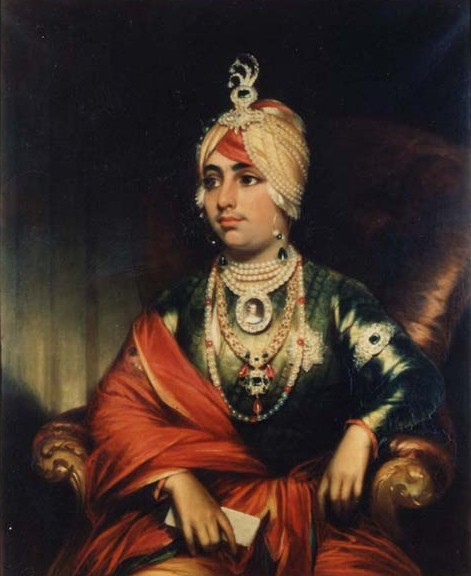
ドゥリープ・シング

ランジート・シングの晩年、シク王国は北西インドにまたがる大帝国となっていた。彼は外交戦略と軍事力によってイギリスの支配を排し、19世紀においてマラーター同盟が滅亡したのちも、王国はインドで唯一の独立国としての地位を保持した。
とはいえ、ランジート・シングは王国をイギリスの植民地支配の脅威から一時的に先のばしただけにすぎなかった。イギリスはインドの大半を植民地化しており、その脅威を根絶することは不可能であった。
1839年6月27日、ランジート・シングがラホールで死ぬと、彼の死後、王国は政治不安に陥り、深刻な後継者争いとなった。政権は目まぐるしく交代し、腐敗した指導者らが実権を握っては失脚、殺害された。
こうして、1843年9月にランジート・シングの末の息子ドゥリープ・シングに王位が渡ったが、まだ5歳の少年であり、一連の内乱で台頭したカールサーと呼ばれると強力な軍団が政権を握っていた。

### シク戦争と王国の領土併合

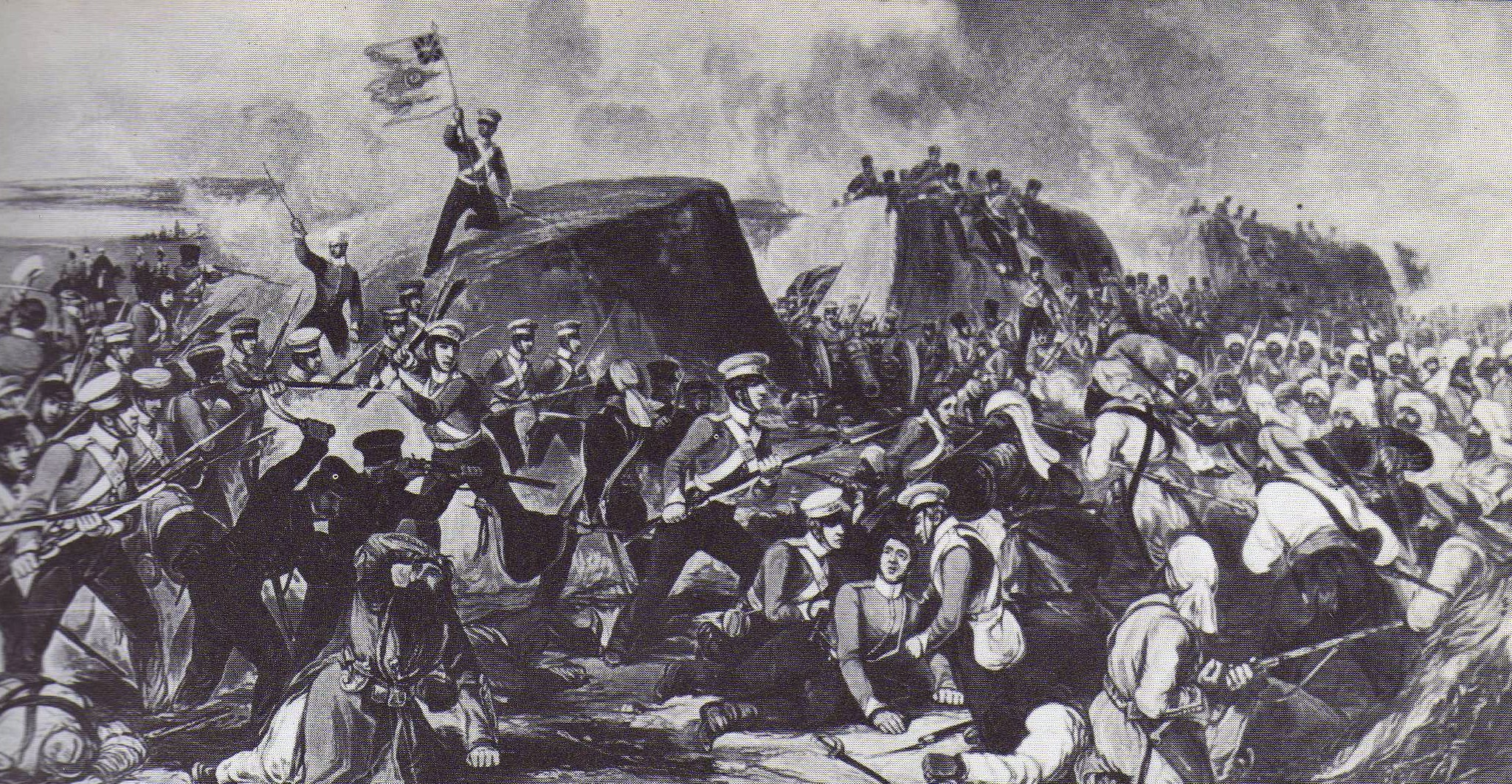
ソブラーオーンの戦い（第一次シク戦争）

カールサーは愛国的で勇敢であったが、全く統制のとれていない軍隊であった。その結果、1809年にランジート・シングと不可侵条約を結んだイギリスはそれが忠実に守られていたにもかかわらず、シク王国の広大な領土に目を向けるようになった。
1845年12月、シク王国の軍隊はイギリスの挑発的な行動に乗せられ、イギリスとの戦争に突入した（第一次シク戦争）。ところが、宰相のラール・シングと軍総司令官のテージ・シングはひそかにイギリスに通じていた。
1846年3月8日、シク王国はイギリスに敗北を認め、ラホール条約を結んで講和した。これにより、首都ラホールにはイギリス人の駐在官が置かれ、王国はカシミールなど多くの領土の割譲を余儀なくされ、軍隊も縮小を余儀なくされた。またこのとき、イギリス側に協力したジャンムーの領主グラーブ・シングは500万ルピーの支払いの見返りとしてジャンムー・カシミール地方を割譲され、ジャンムー・カシミール藩王国を建国した。
同年12月16日には別の条約の締結を余儀なくされ、イギリスの駐在官は王国においてあらゆる権限を行使できるようになった。また、イギリスは自らの判断で、王国の各地に駐屯地を置くことが認められた。
しかし、1848年5月、これらの植民地支配による各種の改革に不満だった人々が反乱を起こし、第二次シク戦争が勃発したが、弱体化したシク王国はもはやイギリスの敵ではなかった。
こうして、1849年3月26日、シク王国はイギリスに降伏し、同月29日にイギリスはその領土を併合し、インドの植民地を完成した。

## 歴代君主
- ランジート・シング（在位：1801年 - 1839年）
- カラク・シング（在位：1839年）
- ナウ・ニハール・シング （在位：1839年 - 1840年）
- チャーンド・カウル （摂政、在位：1840年 - 1841年）
- シェール・シング （在位：1841年 - 1843年）
- ドゥリープ・シング （在位：1843年 - 1849年）